# Música Tropical
Música Tropical ist ein gebräuchlicher Begriff für eine bestimmte Gruppe Musikstile innerhalb der lateinamerikanischen Musik. Er wird hauptsächlich für die kolumbianische Cumbia und die argentinischen Unterformen Cumbia Romántica und Cumbia Villera verwendet, aber auch für das argentinische Cuarteto und z. T. auch für die Folklorerichtung Chamamé. Allen diesen Stilen gemeinsam ist eine starke Präsenz des Akkordeons. Insofern ist das Etikett tropical eigentlich irreführend, da Argentinien erstens nicht in den Tropen liegt und die Bezeichnung daher nur für die Cumbia korrekt wäre, und zweitens zahlreiche in den Tropen entstandene Stile nicht mit Música Tropical bezeichnet werden.
Um die genannten Musikstile begann sich bereits ab den 1950er Jahren vor allem in ländlichen Regionen eine Subkultur herauszubilden. Diese sprang in den 1980er Jahren auch in die großen Städte über: In Buenos Aires entstanden die sogenannten bailantas, Diskotheken, in denen nur diese Richtungen gespielt wurden und von Einwanderern aus dem Landesinneren besucht wurden. Etwa Mitte der 1990er Jahre wurden die Stile auch kommerziell immer erfolgreicher, um etwa zwischen 1997 und 2002 die Popmusik-Szene Argentiniens geradezu zu dominieren. Seit 2002 werden andere Richtungen wie Rockmusik und elektronische Tanzmusik wieder stärker wahrgenommen, die música tropical ist aber nach wie vor insbesondere als Tanzmusik und "Stimmungsmacher" in Diskotheken beliebt.